# Pazo de Cela
El Pazo de Cela es una casa solariega de estilo barroco situada en la parroquia de San Julián de Cela, en el municipio coruñés de Cambre, próximo a la ciudad de La Coruña. De propiedad privada, en la actualidad está abierto al público únicamente como espacio para la celebración de banquetes nupciales o bautizos.

## Historia y estilo

### El edificio
El edificio, de planta rectangular, es de estilo predominantemente barroco y data del siglo XVIII. Sus muros fueron construidos en mampostería, mientras que la cubierta está realizada con teja plana. En el exterior destaca la escalera de granito, con patín monumental. La ornamentación es escasa, aunque destacan dos blasones a sendos lados de la entrada principal.

### Los jardines
El Pazo está situado en el centro de una finca amurallada. Los jardines, de estilo afrancesado, ocupan una superficie total de 6.000 m² y los parterres de boj albergan diversos ejemplares de palmeras, plátanos de sombra, helechos, camelios y criptomerias.

## Uso actual
El Pazo de Cela es en la actualidad de propiedad privada. Sin embargo, desde hace varios años sus dueños alquilan el recinto para la celebración de eventos familiares, tales como banquetes de boda y bautizos. Además del edificio principal, los jardines cuentan con un moderno pabellón acristalado, donde tiene lugar la celebración de eventos. Dicho pabellón ofrece vistas a los jardines, estanques y al Pazo, y tiene una capacidad para 400 comensales. El complejo dispone también de un aparcamiento privado con acceso directo al pabellón. La cocina, situada en las dependencias del Pazo, es de nuevo diseño y está equipada con tecnología de última generación.